# ستاره تپانچه

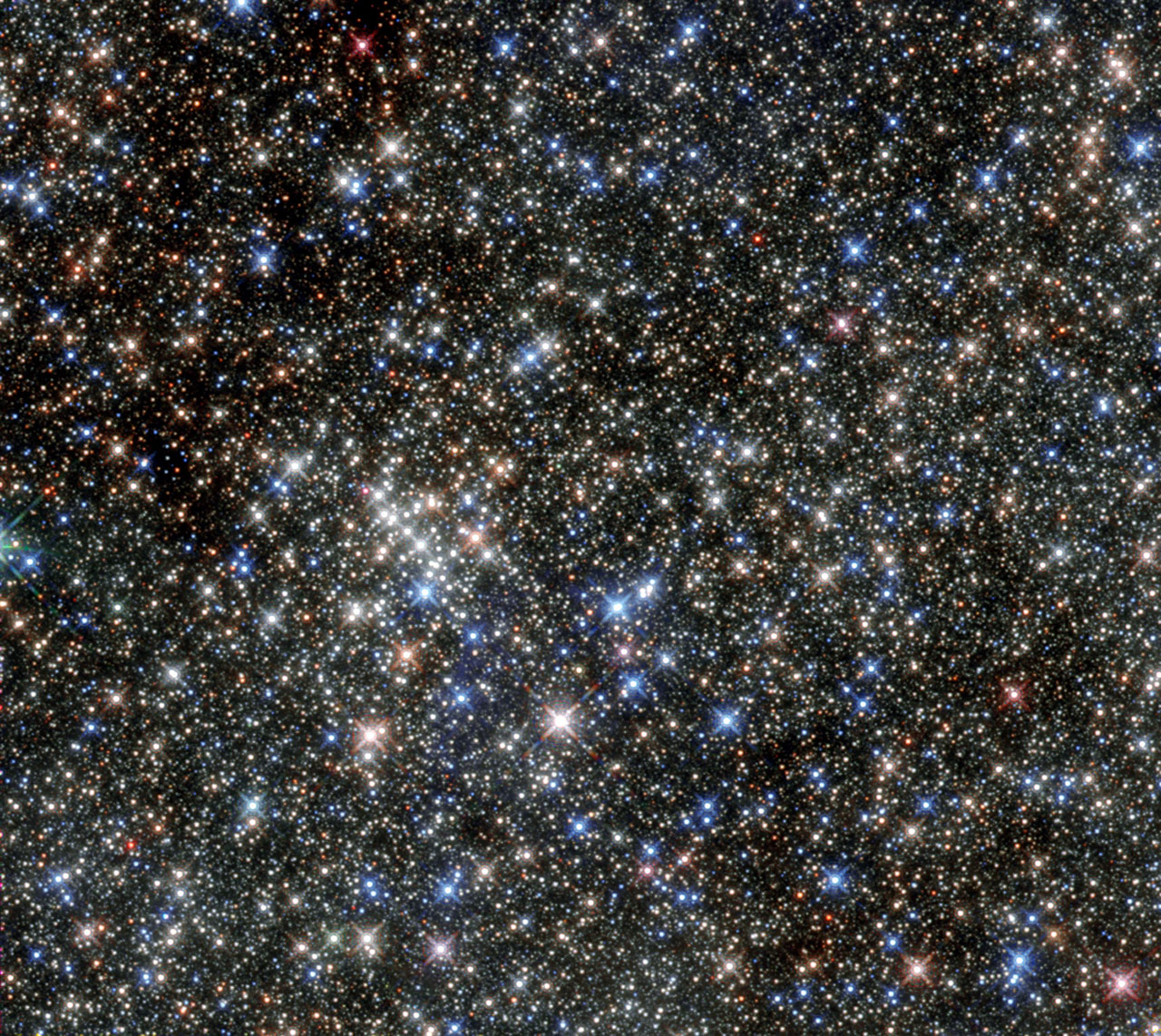
ستارهٔ تپانچه درخشان‌ترین ستاره در این تصویر از خوشهٔ پنجگانه درست در زیر مرکز آن است.

ستارهٔ تپانچه (به انگلیسی: Pistol star) ستاره‌ای در صورت فلکی کمان است. این ستاره پرجرم‌ترین ستارهٔ کهکشان راه شیری است.

## خواص
ستارهٔ تپانچه در اوایل دههٔ ۱۹۹۰ بوسیلهٔ تلسکوپ فضایی هابل و توسط ستاره‌شناس دونالد فیگر در دانشگاه کالیفرنیا، لس‌آنجلس کشف شد.